# Cteniscus promediatus
Cteniscus promediatus là một loài tò vò trong họ Ichneumonidae.